# Aleurotrachelus orchidicola
Aleurotrachelus orchidicola là một loài côn trùng cánh nửa trong họ Aleyrodidae, phân họ Aleyrodinae.
Aleurotrachelus orchidicola được Takahashi miêu tả khoa học đầu tiên năm 1939.